# Нега Мезлекия
Нега Мезлекия (амх. ነጋ መዝለክአ, англ. Nega Mezlekia, 1958, Джиджига) — эфиопский писатель

, пишет на амхарском и английском языках. Живёт в Канаде.

## Биография
Старший сын государственного чиновника. Поддержал революцию, свергшую Хайле Селассие I. Впоследствии встал в оппозицию к режиму Менгисту Хайле Мариама. Участвовал в войне за Огаден. Окончил университет Аддис-Абебы, получил специальность инженера, преподавал в колледже при университете. В 1983 по стипендии на учёбу переехал в Нидерланды, поступил в Вагенингенский университет. Через два года перебрался в Канаду и больше не возвращался на родину. Окончил Университет Ватерлоо (1989), работал в частном секторе. Защитил докторскую диссертацию в университете Макгилла (1995). 
С успехом дебютировал автобиографической книгой «Заметки из брюха гиены: детство в Эфиопии» (2000). Вскоре после того, как Мезлекия получил за неё награду, поэтесса и редактор Энн Стоун заявила, что большая часть книги была написана ею. Хотя Мезлекия признал, что, не будучи носителем английского языка, он нуждался в редакторской помощи, но текст принадлежит ему и подал в суд за клевету. 

## Книги
- Notes from the Hyena’s Belly: an Ethiopian boyhood, автобиография (2000, Премия генерал-губернатора; переизд. 2001, 2002, 2008, переведена на фр., ит., нидерландский, иврит)
- Бог, превратившийся в шакала/ The God Who Begat a Jackal, роман (2002, переизд. 2003)
- The Unfortunate Marriage of Azeb Yitades, роман (2006, номинация на премию Британского содружества)
- Media Blitz: A Personal Battle, автобиографический очерк (2009)